# Gyorskorcsolya az 1936. évi téli olimpiai játékokon
Az 1936. évi téli olimpiai játékokon gyorskorcsolyában négy versenyszámot rendeztek. A versenyeket február 11. és 14. között tartották.

## Részt vevő nemzetek
A versenyeken 16 nemzet 52 sportolója vett részt.
- Ausztrália (AUS) (1)
- Ausztria (AUT) (8)
- Belgium (BEL) (2)
- Csehszlovákia (TCH) (2)
- Egyesült Államok (USA) (5)
- Észtország (EST) (1)
- Finnország (FIN) (5)
- Hollandia (NED) (5)
- Japán (JPN) (7)
- Kanada (CAN) (1)
- Lengyelország (POL) (1)
- Lettország (LAT) (3)
- Magyarország (HUN) (1)
- Németország (GER) (2)
- Norvégia (NOR) (7)
- Svédország (SWE) (1)

## Éremtáblázat
(Az egyes számoszlopok legmagasabb értéke, vagy értékei vastagítással kiemelve.)
| Az 1936. évi téli olimpiai játékok éremtáblázata gyorskorcsolyában | Az 1936. évi téli olimpiai játékok éremtáblázata gyorskorcsolyában | Az 1936. évi téli olimpiai játékok éremtáblázata gyorskorcsolyában | Az 1936. évi téli olimpiai játékok éremtáblázata gyorskorcsolyában | Az 1936. évi téli olimpiai játékok éremtáblázata gyorskorcsolyában | Olimpia  |
| ------------------------------------------------------------------ | ------------------------------------------------------------------ | ------------------------------------------------------------------ | ------------------------------------------------------------------ | ------------------------------------------------------------------ | -------- |
|                                                                    | Ország                                                             | Arany                                                              | Ezüst                                                              | Bronz                                                              | Összesen |
| 1.                                                                 | Norvégia (NOR)                                                     | 4                                                                  | 2                                                                  | 0                                                                  | 6        |
|                                                                    |                                                                    |                                                                    |                                                                    |                                                                    |          |
| 2.                                                                 | Finnország (FIN)                                                   | 0                                                                  | 2                                                                  | 2                                                                  | 4        |
|                                                                    |                                                                    |                                                                    |                                                                    |                                                                    |          |
| 3.                                                                 | Egyesült Államok (USA)                                             | 0                                                                  | 0                                                                  | 1                                                                  | 1        |
| 3.                                                                 | Ausztria (AUT)                                                     | 0                                                                  | 0                                                                  | 1                                                                  | 1        |
|                                                                    |                                                                    |                                                                    |                                                                    |                                                                    |          |
| Összesen                                                           | Összesen                                                           | 4                                                                  | 4                                                                  | 4                                                                  | 12       |

## Érmesek
| Az 1936. évi téli olimpiai játékok érmesei gyorskorcsolyában |                                    |         |                                    |         |                                         |         |
| Versenyszám                                                  | Arany                              | Arany   | Ezüst                              | Ezüst   | Bronz                                   | Bronz   |
| 500 m                                                        | Ivar Ballangrud · Norvégia (NOR)   | 43,4    | Georg Krog · Norvégia (NOR)        | 43,5    | Leo Freisinger · Egyesült Államok (USA) | 44,0    |
| 1500 m                                                       | Charles Mathiesen · Norvégia (NOR) | 2:19,2  | Ivar Ballangrud · Norvégia (NOR)   | 2:20,2  | Birger Wasenius · Finnország (FIN)      | 2:20,9  |
| 5000 m                                                       | Ivar Ballangrud · Norvégia (NOR)   | 8:19,6  | Birger Wasenius · Finnország (FIN) | 8:23,3  | Antero Ojala · Finnország (FIN)         | 8:30,1  |
| 10 000 m                                                     | Ivar Ballangrud · Norvégia (NOR)   | 17:24,3 | Birger Wasenius · Finnország (FIN) | 17:28,2 | Max Stiepl · Ausztria (AUT)             | 17:30,0 |